# Kearney (Nebraska)
Kearney település az Amerikai Egyesült Államok Nebraska államában, Buffalo megyében, melynek megyeszékhelye is. Lakosainak száma 33 790 fő (2020. április 1.).

## Népesség
A település népességének változása:
| Lakosok száma | 20 341 | 30 787 | 33 790 |
|               | 2000   | 2010   | 2020   |